# Seherezádé (keresztnév)
A Seherezádé perzsa eredetű női név.

## Gyakorisága
Az 1990-es években szórványos név, a 2000-es években nem szerepel a 100 leggyakoribb női név között.

## Névnapok
- május 3.[3]
- június 7.[3]

## Híres Seherezádék
- Seherezádé -  Az Ezeregyéjszaka meséi című mű főhősének a neve.[3]